# The Magic Band
The Magic Band fue una banda estadounidense de rock experimental. Originalmente formada en 1964, eran la banda del músico conocido como Captain Beefheart. Se reunieron en 2003 bajo la dirección del ex baterista de la agrupación, John "Drumbo" French, hasta su disolución en 2017.

## Miembros
- Zoot Horn Rollo (Bill Harkleroad): guitarra y guitarra slide.
- Rockette Morton (Mark Boston): bajo y guitarra.
- Drumbo (John French): batería y percusión.
- Ed Marimba (Art Tripp): batería, percusión, marimba, piano y harpsichord.
- Winged Eel Fingerling (Elliot Ingber): guitarra.
- The Mascara Snake (Victor Hayden): voz y clarinete.
- Denny "Feelers Rebo" Walley: voz.
- Gary Lucas: voz.

## Discografía
- Back to the Front (All Tomorrow's Parties, 2003). CD.
- 21st Century Mirror Men (Proper, 2005)